# Экономическое чудо
Экономическое чудо (англ. economic miracle) —  понятие, определяемое разнообразными случаями экономического развития по временному периоду, объёму и географии. Примеры «чудес» фиксируются достаточно часто, если принимать во внимание определение термина. В теории экономического роста чудо определяется как быстрое увеличение подушевых доходов, значительно превышающее среднемировой уровень . Противоположностью экономического чуда является экономическая катастрофа, когда темпы роста значительно ниже среднемировых или даже отрицательные.

## Терминология
В литературе встречаются разнообразные определения и интерпретации «экономического чуда», которые не дают чёткого описания явления и границ его появления. Определение также часто используется в исключительно политических целях.

## Примеры
- «Голландское экономическое чудо» 1600-х годов (Экономика Голландской республики[англ.] в период своего золотого века), которое многие часто считают самым первым экономическим чудом;
- Экономический подъём в США после Второй мировой войны — периодом бурного роста, начавшийся после Второй мировой войны. Конец этого периода одни экономисты определяют 1950—1951 годами, другие связываю его с началом краха Бреттон-Вудской системы в 1970—1971 годах;
- «Японское экономическое чудо» — исторический феномен рекордного роста японской экономики[1];
- «Немецкое экономическое чудо» (нем. Wirtschaftswunder — экономическое чудо), или «Рейнское чудо» — экономики Западной Германии и Австрии после Второй мировой войны[1][4];
- «Чудо на реке Ханган» — термин, обозначающий процесс роста экономики Южной Кореи[1];
- «Тайваньское экономическое чудо[англ.]» — термин, обозначающий процесс роста экономики Тайваня в 1961—1997 годах[1];
- Советское послевоенное экономическое чудо — интенсивный рост экономики СССР в период, предположительно, с конца 1940-х по конец 1950-х годов, сопровождавшийся быстрым ростом производительности труда и снижением себестоимости выпускавшейся продукции. Определение встречается в работах некоторых экономистов и историков[5][6][7][8]. Отсутствует единое мнение среди российских учёных о начале и завершении этого периода (Г. И. Ханин: 1940-е — 1950-е годы, В. Д. Руднев: 1945—1950, историки А. С. Барсенков и С. А. Нефёдов: 1950-е годы)[9][10];
- Славное тридцатилетие — экономический рост Франции с 1945 по 1975 год;
- «Рекордные годы» — рост экономики Швеции, закончившийся нефтяным кризисом 1973 года;
- «Мексиканское экономическое чудо» — период в истории Мексики с 1940 по 1970-е гг, когда в стране наблюдались высокие темпы экономического роста;
- «Бельгийское экономическое чудо[англ.]» — феномен необычайно быстрого темпа экономического развития Бельгии с 1945 до 1948 год;
- «Греческое экономическое чудо» — феномен необычайно быстрого темпа экономического развития Греции с начала 50-х до середины 70-х гг. XX века;
- «Итальянское экономическое чудо» — с 1955 по 1972 год;
- «Испанское экономическое чудо» — экономический бум в Испании с 1959 по 1973 г.;
- Дой мой — Вьетнам с 1986 года по настоящее время;
- «Бразильское экономическое чудо» — с 1964 по 1979 г.;
- «Чилийское экономическое чудо[англ.]» — феномен необычайно быстрого темпа экономического развития Чили после прихода к власти в 1973 году Аугусто Пиночета и проведения экономических реформ, группой чилийских экономистов, которых вместе стали называть Чикаго-бойз;
- Модернизация Сингапура в 1965—1990 годах;
- Политика реформ и открытости — рост экономики Китая, начиная с 1978 года и по настоящее время;
- «Массачусетское экономическое чудо» — экономика штата Массачусетс в США в 80-е гг. XX века, до этого отличавшегося высоким уровнем безработицы и слабым развитием индустрии;
- Экономический бум в США (1990-е годы)[англ.] — рост экономики США в 1991—2001 годах;
- Кельтский тигр — быстрый рост экономики Ирландии в 1990-е и последующие годы.